# Kaplica św. Huberta w Rzeszowie
Kaplica świętego Huberta w Rzeszowie – barokowa kaplica myśliwska. Kaplica znajduje się terenie przykościelnym nowo powstałej parafii pod tym samym wezwanie w pobliżu osiedla Baranówka IV i Miłocin, z bezpośrednim zjazdem z ulicy Warszawskiej (drogi krajowej nr 9) w ulicę Borową.
Jedna z najstarszych kaplic pod wezwaniem św. Huberta w Polsce.
Kaplica ufundowana została w końcu I poł. XVIII w. przez księcia Jerzego Ignacego Lubomirskiego (1683–1753). Według miejscowej tradycji kaplica miała stanowić wotum dziękczynne za uratowanie księcia, który został ranny w trakcie polowania w pobliskim lesie „Dębina”. Kaplica weszła w skład większego majątku obejmującego zalesiony obszar skraju puszczy sandomierskiej, a w skład którego oprócz kaplicy wchodziły pałacyk myśliwski, psiarnie i budynki gospodarcze. Sam kult św. Huberta w Polsce łączyć należy z wpływami dynastii Wettynów, od których został on zaszczepiony pośród wysokiej szlachty Rzeczypospolitej i następnie przeniesiony i zaadaptowany jako kult „opiekuna myśliwych”.
Kaplica św. Huberta, podobnie, jak inne realizacje wykonane na zlecenie Jerzego Ignacego Lubomirskiego, charakteryzują się wykorzystaniem różnych form barokowych. W regionie wyróżnić można również co najmniej kilka fundacji, w tym kompleksową przebudowę Rzeszowa na rezydencję w stylu saskim (przebudowę zamku, kościoła pijarskiego, kościoła farnego), jak i również realizacje ekspiacyjne, które Lubomirski miał fundować jako zadośćuczynienie za zabójstwo – kościół i klasztor oo. kapucynów w Rozwadowie (obecnie Stalowa Wola), czy niewielki kościółek Marii Magdaleny w okolicach Rzeszowa. Pośród głównych architektów działających na zlecenie Lubomirskiego, oprócz Tylmana z Gameren i Karola Henryka Wiedemanna, wymienić można także Polaka, Jana Baya i dwóch Włochów – Piotra i Jana Chrzciciela Belottich.
Budowa kaplicy trwała w latach 1741–1745. Ustalenie autorstwa i wykonania projektu jest sprzeczne. Z dużą dozą prawdopodobieństwa można łączyć budynek z osobą niderlandzkiego architekta Tylmana z Gameren, aktywnego w tym czasie na dworze Lubomirskich w Rzeszowie, jak również jego następcy, saskiego wojskowego, Karola Henryka Wiedemanna. Za pierwszym z wymienionych architektów przemawiałby kształt świątyni, która stanowi budowlę późnobarokową naśladująca charakterystyczną bryłę kościoła św. Kazimierza (ss. Sakramentek) na Nowym Mieście w Warszawie. Podobne rozwiązania architektoniczne zastosował również w kościele św. Antoniego z Padwy w Czerniakowie. Możliwe, że to on nakreślił koncepcję świątyni, natomiast wykonanie prac i wykończenie budynku przypadło w udziale Wiedemannowi.
Początkowo msze były odprawiane w kaplicy jedynie 3 listopada, w dniu wspomnienia św. Huberta, natomiast od 1945 odbywają się w każdą niedzielę.
Od 1969 r. kaplica stała się kościołem parafialnym (parafię wyłączono z rzeszowskiej parafii św. Józefa). Jako takowy była użytkowana aż do roku 2000, kiedy do użytku oddano nową świątynię. W latach 2010–2011 przeprowadzono szereg prac konserwatorskich we wnętrzach świątyni, jak i przy elewacji zewnętrznej. Konserwacji poddano wszystkie polichromie wewnętrzne, zwłaszcza źle zachowaną, wspomnianą już scenę „nawrócenia św. Huberta” (wcześniej nie poddana konserwacji). II etap prac konserwatorskich przeprowadzono w 2014 roku.

## Architektura
Architektura kościoła, jak już wspomniano, reprezentuje późny styl barokowy. Choć nietypowy jest dla niej dość surowy, silnie podkreślony przez podziały elewacji wertykalny zarys. Podobnie, jak pierwowzór (kościół warszawski), jest to budowla centralna, na planie krzyża greckiego (równoramiennego) z wysoką ośmioboczną kopułą, zwieńczoną ośmiobocznym dachem. Całość zakończona jest latarenką, wpasowaną w kształt bryły, z czterema wysmukłymi oknami. Każde z ramion krzyża, zaznaczone w elewacji zewnętrznej, jako niezbyt długi ryzalit, zakończony niskim, trójkątnym naczółkiem. Naroża zakończone są gładkimi pilastrami.
Budowla jest dwupiętrowa. Parzyste schody, wachlarzowo korpus budynku, wspinają się na wejściu do krypt i prowadzą do głównych drzwi (od strony południowej), tworząc przed nimi rodzaj tarasu. W ramionach krzyża umieszczono półkoliście zamknięte nisze. Ołtarz główny znajduje się w niszy północnej.

## Wnętrze
W środku brak jest typowych dla okresu rozwiniętego baroku, bogatej dekoracji rzeźbiarskiej, czy sztukatorskiej. Wnętrze świątyni jest zdobione bogato freskami (klasyczną techniką al fresco), w tym iluzorycznymi przedstawieniami św. Huberta (w mensie ołtarzowej)swietyhubert.pl i św. Trójcy (w sklepieniu kopuły) swietyhubert.pl. Ich autorstwo jest nieznane. Poznane dotychczas źródła archiwalne nie wykazują ostatecznie, kto wykonał dekorację malarską miłocińskiej kaplicy. W hipotezach, na ten temat, pojawiają się nazwiska takich artystów jak Krzysztof Kędzierowski z Rzeszowa, Antoni Szulc z Warszawy, Tomasz Mendyk ze Stykowa czy Karol Henryk Wiedmann. Tak więc sprawa autorstwa polichromii miłocińskiej kaplicy jest na razie otwarta i wymaga szczegółowych badań. Freski te były kilkakrotnie konserwowane i przemalowywane, ostatni raz w 1981 roku Również wówczas zrekonstruowano zniszczone w ramach wcześniejszych prac i zawilgocenia budynku freski w dolnych partiach pomieszczeń (pomiędzy wysokością posadzki a linią parapetu).
Do wyposażenia wnętrza świątyni należy niewielki ołtarzyk z wizerunkiem Madonny z dzieciątkiem , umieszczonym przed sceną „nawrócenia świętego Huberta”, obecnie zdemontowany. Powyżej nad sceną nawrócenia, umieszczono medalion z sentencją S. Huberte venantium patrone protegr eos qui te colunt

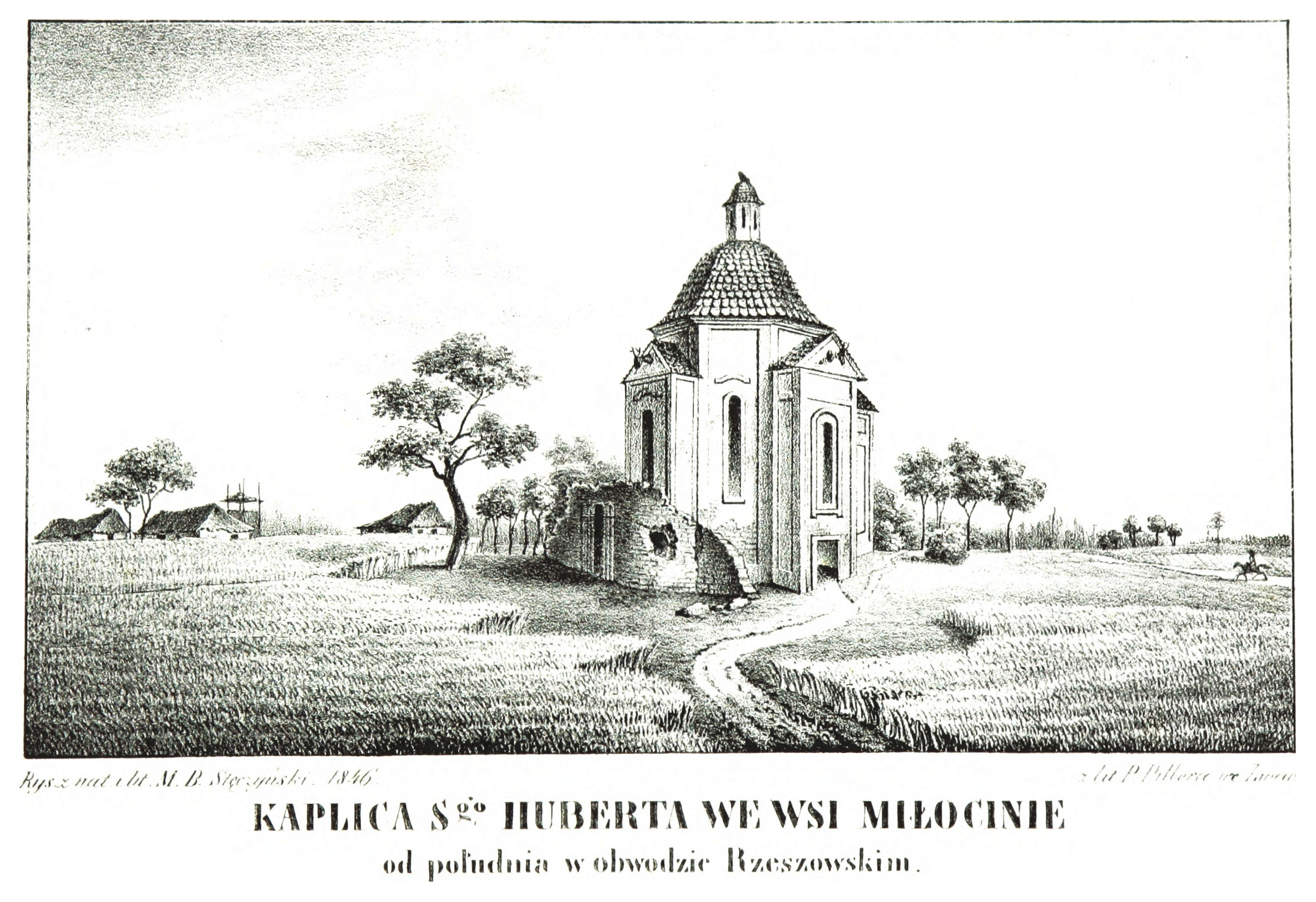
Kaplica św. Huberta (rycina z 1846)